# Giuseppe Vadalà Papale
Giuseppe Vadalà-Papale (Catania, 15 aprile 1854 – Catania, 3 settembre 1921) è stato un giurista italiano.

## Biografia
Conseguita la laurea in giurisprudenza nel 1874 presso l'Università di Catania, frequenta, per studi, ricerche e approfondimenti, altre sedi accademiche italiane, fin quando, nel 1881, è libero docente in filosofia del diritto, quindi, ritornato a Catania, ha nella stessa università dove si laureò, a partire dal 1888, l'incarico di insegnamento di filosofia teoretica fino al 1894, quando diviene professore straordinario di filosofia del diritto, quindi ordinario nel 1899. Più volte preside della Facoltà di Giurisprudenza, nel biennio 1910-11 è anche Rettore dell'Università di Catania.
Importante giurista, storico e filosofo del diritto, molto attivo anche nella vita politica, civile e istituzionale della sua città natale e della Sicilia, adottando, secondo la prospettiva del positivismo giuridico, un approccio interdisciplinare che comprendeva, tra le altre, la biologia, la sociologia e la psicologia, ha dato contributi originali ed innovativi alla sociologia e filosofia del diritto. Nel 1897, fra i primi in Italia istituì, nella Facoltà di Giurisprudenza dell'Università di Catania, un corso di psicologia sociale. Nel 1894, fu tra i fondatori, assieme a Giuseppe Fiamingo e Filippo Virgilii, della Rivista di Sociologia che sarà (anche se poi cambierà nome) l'organo ufficiale dell'Associazione italiana di sociologia (AIS).

## Principali pubblicazioni
- Morale e diritto nella vita: studi, Napoli, 1881.
- Il codice civile italiano e la scienza: bozzetto, Napoli, 1881.
- Il diritto civile nell'insegnamento universitario, Bologna, 1882.
- Darwinismo naturale e darwinismo sociale: schizzi di scienza sociale, Torino, 1882.
- Necessità del metodo positivo nella filosofia del diritto, Catania, 1882.
- D'una scienza delle legislazioni comparate nei rapporti sociologico, storico, legislativo e politico, Palermo, 1882.
- La sociologia, la filosofia della storia, la filosofia del diritto, Catania, 1883.
- Gli ospedali e il darwinismo: studi sociologici, Roma, 1884.
- La filosofia del diritto a base sociologica, Torino, 1885.
- Malthus, Darwin, Spencer, Schöffel intorno al problema della popolazione, Catania, 1886.
- Il carattere del sistema ipotecario e del credito fondiario in diversi stati di Europa e la scienza della legislazione, Palermo, 1887.
- La funzione organica della società e dello stato nella dottrina di G. Domenico Romagnosi, Torino, 1887.
- La dottrina filosofico-giuridica di Schopenhauer e di Hartmann: studio critico-sistematico, Trani, 1888.
- Dati psicologici nella dottrina giuridica e sociale di G.B. Vico, Roma, 1889.
- Necessità della codificazione dell'economia politica per la costituzione del codice privato sociale, Roma, 1891.
- Il fenomeno sociale della proprietà privata, Milano, 1892.
- L'ordinamento della legge positiva nella società, Catania, 1893.
- Diritto privato e codice privato-sociale, Catania, 1893 (cfr. ).
- Il processo dinamico della legge e delle codificazioni nell'ordinamento sociale, Roma, 1893.
- Le leggi nella dottrina di Platone, di Aristotele, di Cicerone, Catania, 1894.
- Le leggi nella dottrina di S. Agostino e S. Tommaso, Catania, 1894.
- Inconscio e conscio nel processo evolutivo della vita sociale e del diritto, Bologna, 1895[12].
- La costruzione giuridica del contratto di lavoro, Napoli, 1897.
- Le leggi nella dottrina di Dante Alighieri e di Marsilio da Padova, Torino, 1898.
- Un programma di psicologia sociale, Napoli, 1899.
- Alla ricerca della morale nel codice civile, Catania, 1900.
- Dei metodi d'interpretazione giuridica per il novello indirizzo degli studi di diritto privato, Palermo, 1903.
- La moderna filosofia del diritto e l'opera del prof. Vincenzo Lilla, Messina, 1904.
- L'anima e i suoi raggi, Catania, 1908.
- Pregiudizi e destini umani, Catania, 1910.